# 缺翅蚱
缺翅蚱（学名：Tetrix aelytra）一种发现于中华人民共和国云南省鲁甸县龙头山地区的昆虫，隶属于蚱科蚱属，是一种小型直翅目昆虫。由中国学者邓维安、郑哲民和韦仕珍于2009年描述发表。